# Tiliacora funifera
Tiliacora funifera är en tvåhjärtbladig växtart som först beskrevs av John Miers, och fick sitt nu gällande namn av Daniel Oliver. Tiliacora funifera ingår i släktet Tiliacora och familjen Menispermaceae. Inga underarter finns listade i Catalogue of Life.